# Vaux-de-Cernay

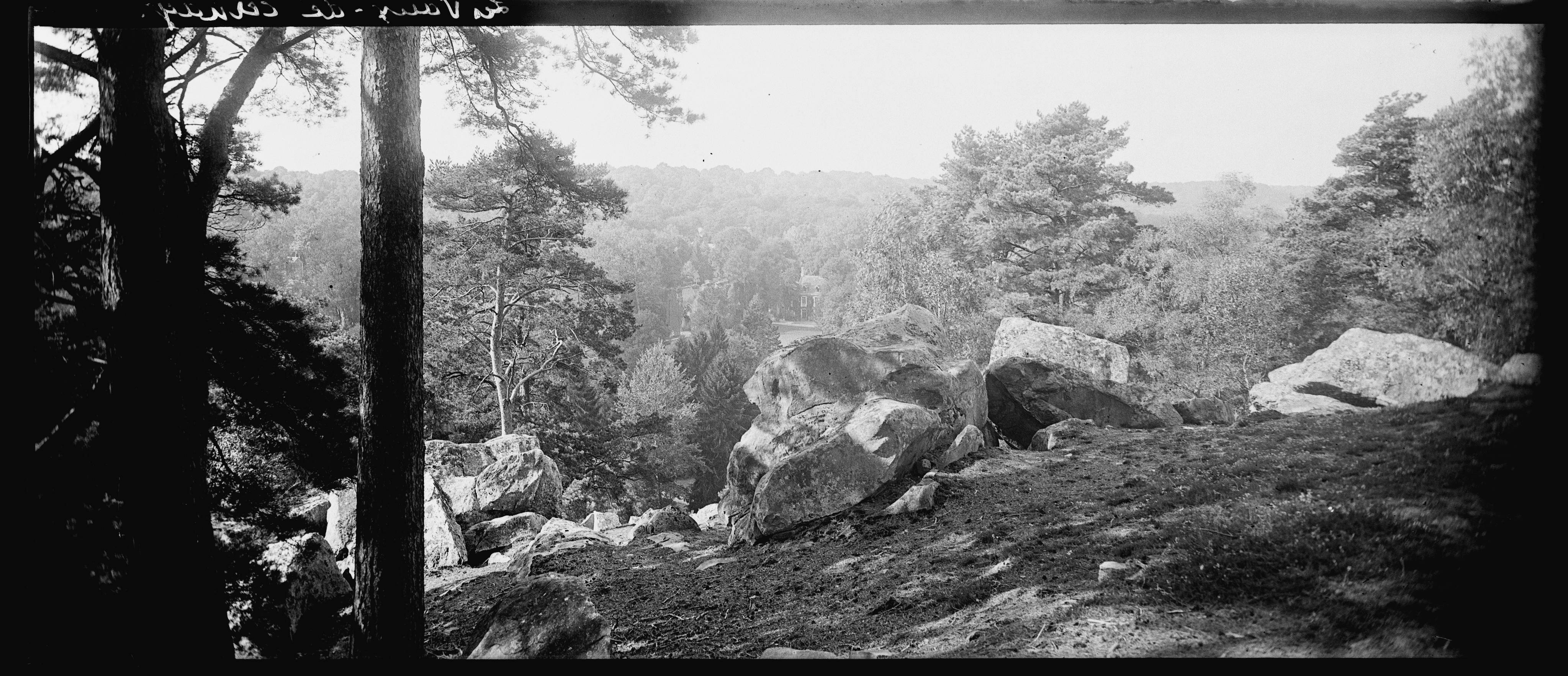
Chaos rocheux des Vaux-de-Cernay, Raoul Berthelé (entre 1914 et 1918), Archives municipales de Toulouse.

Les Vaux-de-Cernay sont un site remarquable qui s'étend sur les communes d'Auffargis, de Cernay-la-Ville et de Senlisse dans le département des Yvelines, en France.

## Le site
Le site des Vaux-de-Cernay, situé dans le périmètre du parc naturel régional Haute Vallée de Chevreuse, est un vallon étroit, dont le fond est marécageux par endroits, dans lequel apparaissent de gros blocs de grès et où coule le ru des Vaux, formant plusieurs cascatelles, appelées « bouillons de Cernay ». Les pentes escarpées du vallon sont couvertes de rochers et d'arbres (bois domaniaux gérés par l'ONF). Le torrent, les bouillons, les rochers, les pentes escarpées donnent l'illusion de la montagne.
La partie la plus touristique du site s'étend sur quelque cinq kilomètres et comprend les étangs et les ruines de l'ancienne abbaye cistercienne de Cernay. Les sous-bois abondants sont parcourus de nombreux sentiers balisés par le parc naturel régional et par une branche du GR 1. Il est traversé par la route départementale D 24, très sinueuse, qui relie Cernay-la-Ville à Auffargis.
Au cours de la seconde moitié du XIXe siècle, des peintres travaillaient en plein air dans les Vaux-de-Cernay. Ils logeaient dans de conviviales auberges (« Chez Léopold » ou « Au Rendez-vous des Artistes ») à Auffargis ou à Cernay-la-Ville. Les peintres de l'école de Cernay sont peu connus. Leur chef de file était Léon Germain Pelouse auquel un monument, dû au sculpteur Falguière a été dédié (situé près de la digue de l'étang de Cernay). Ils seront imités par de nombreux touristes.
Avec ses étangs, prairies et friches humides, roselières et forêts marécageuses, le site des Vaux-de-Cernay est d'un grand intérêt écologique (espèces végétales protégées).

## Le ru des Vaux
Le ru des Vaux prend sa source dans la commune du Perray-en-Yvelines, dans un secteur qui a été aménagé au XVIIe siècle pour pourvoir à l'alimentation en eau du parc de Versailles. Le ru des Vaux est l'émissaire naturel de l'étang du Perray, créé en 1684 et dont les eaux étaient détournées vers l'étang de Saint-Quentin. Il rejoint l'Yvette à Dampierre-en-Yvelines après avoir traversé l'étang de l'Abbaye, l'étang de Cernay et le parc du château de Dampierre dont il alimente les pièces d'eau. Il traverse les localités d'Auffargis et Senlisse.
Les travaux de restauration menés par le parc naturel régional et les communes ont permis de retrouver une riche population piscicole (gardons, perches, tanches, carpes).

## L'abbaye des Vaux-de-Cernay
La véritable histoire de Vaux-de-Cernay commence au début du Moyen Âge avec l'édification de l'abbaye de Notre-Dame des Vaux de Cernay de l'ordre de Cîteaux. Le 17 septembre 1118 l'abbé Artaud (ou Arnaud) fut chargé par saint Godefroy, moine supérieur de l'abbaye de Savigny, d'installer une douzaine de religieux dans l'étroit vallon marécageux de Bric-Essart à la suite d'un don de Simon III de Neauphle-le-Château et de sa femme Ève. Ils y fondent l'abbaye des Vaux-de-Cernay. D'abord construite en bois, l'abbaye fut lentement érigée en pierres à partir de 1145 après un éprouvant travail d'assainissement et d'irrigation autour du ruisseau des Vaux.
En 1147, un nouvel essor est issu du rattachement de l'ordre de Savigny à Citeaux qui vint donner aux Vau(l)x de Cernay le rang prestigieux d'abbaye cistercienne dans la filiation de Clairvaux. Les Vaux-de-Cernay vont alors devenir un centre de culture très important aux XIIe et XIIIe siècles en étant protégé par une communauté de nobles locaux attachés aux monarchies, féodalités avec, en arrière-plan, le soutien de la papauté (4e croisade 1202 l'abbé Guy participe au siège de Zara en Hongrie puis contre les Albigeois).
En mars 1215, des religieuses cisterciennes fondèrent l'abbaye de Porrois soumise aux Vaux-de-Cernay qui devait devenir célèbre sous le nom de Port-Royal. C'est en 1235 que les moines placeront à leur tête Thibaut de Marly (canonisé saint Thibaut en 1270) qui fera rayonner un courant intellectuel et relationnel remarquable jusqu'au XIVe siècle entre les diocèses de Paris et de Chartres. C'est à cette époque que Louis IX (saint Louis) rencontra le saint abbé pour, dit-on, l'entretenir de la stérilité de sa femme, la reine Marguerite de Provence. Elle eut par la suite onze enfants et décéda à 37 ans. Sur la tombe de Thibaut de Marly vinrent s'agenouiller Philippe le Hardi, Philippe le Bel, Charles VI. L'abbaye reçut de nombreuses visites prestigieuses au cours des siècles suivants que ce soient rois, reines, le dauphin de Louis XIV avec sa cour après la chasse, présidents et grands noms de la République française (dont Victor Hugo qui en dessina la rosace).
Mais, dès le XIVe siècle, l'abbaye périclitera progressivement et les bâtiments ne seront plus entretenus car le pays est ravagé par les guerres et fléaux de toute sorte. En décembre 1463, par ses lettres patentes, le roi Louis XI confirma sa protection royale, octroyée par ses prédécesseurs. Au début du XVIe siècle, les abbés qui se succèdent aux Vaux s'efforcent de réparer les ruines accumulées et de rendre au monastère la vie qui l'animait avant la guerre de Cent Ans. En 1542, l'abbaye passe en commende, ce qui entraîne la ruine du monastère. Elle connaitra une embellie à la fin du XVIIe et au XVIIIe siècle avec des aides notables (dalle funéraire de Jean de Furet et Catherine de Sainte Marie sa femme datant de 1641 inventoriée aux Archives départementales des Yvelines) pour passer, brièvement, aux mains de Jean II Casimir Vasa ex roi de Pologne (soutenu par Louis XIV) en 1669 qui la visita en 1671 avant de décéder l'année suivante.
Les temps révolutionnaires n'épargneront pas la communauté qui fut dissoute brutalement en 1791 avec vente précipitée des mobiliers et des biens sur réquisition des bâtiments par le tribunal de Dourdan. Les moulins et les fermes furent éparpillés entre des particuliers après que les reliques de saint Thibaut soient brûlées ; on retrouva bien plus tard son crâne conservé aujourd'hui dans un mur de l'église du village.

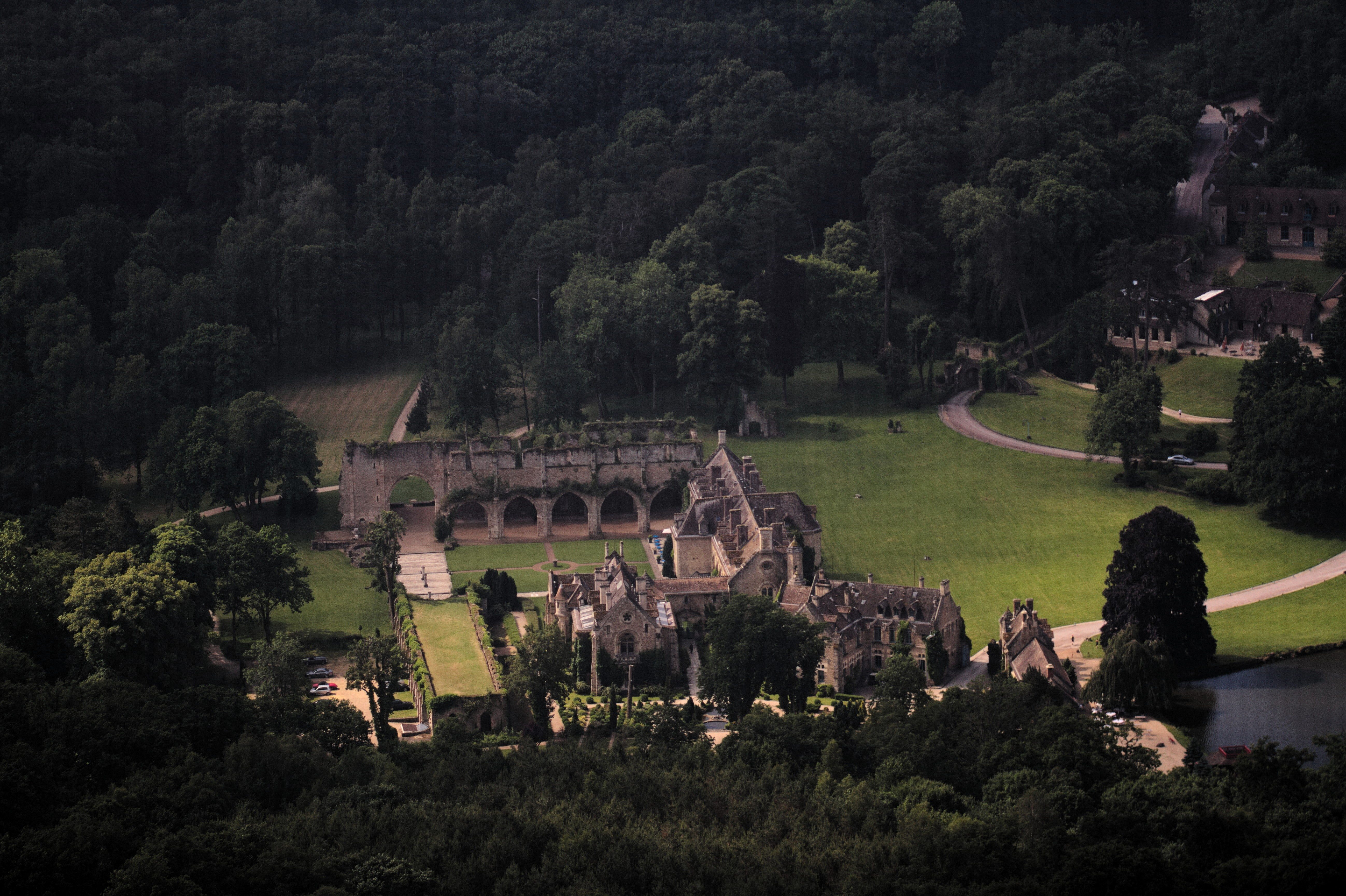
Vue aérienne de l'abbaye des Vaux-de-Cernay.

Après que les ruines de l'abbaye soient passées entre les mains de différents propriétaires (dont certains utilisèrent les pierres comme matériau de carrière) l'ensemble fut acheté en 1873 par la baronne Charlotte de Rothschild. La famille fortunée s'efforça de reconstituer l'esprit des lieux avec des travaux importants pour consolider ou réhabiliter les vestiges dans une évocation architecturale de style anglican. Après la mort de la baronne en 1899, le domaine entre dans le patrimoine de son petit-fils, Henri de Rothschild, auteur dramatique. L'héritier disparaît en 1946 (au commencement de la Seconde Guerre mondiale les statues du château de Versailles trouvèrent refuge dans les bois de l'abbaye), année durant laquelle l'industriel Félix Amiot, constructeur d'avions devient le nouveau propriétaire du domaine. Il y transfère ses bureaux d'études et cet endroit restera secret, strictement privé et fermé au public.
En 1988, l'ensemble de l'abbaye des Vaux-de-Cernay fut racheté à la famille Amiot par le groupe Savry Les Hôtels Particuliers. Le nouveau propriétaire, Philippe Savry, entreprend alors d'importants investissements de rénovation avec le même respect des lieux que Mme Charlotte de Rothschild. La stratégie en est contemporaine basée sur l'évènementiel en plein centre du parc naturel régional Haute Vallée de Chevreuse : hôtellerie « haut de gamme », restauration, concerts (Yehudi Menuhin s'y produit par exemple), visites « ouvertes à tous », réceptions festives de groupes, etc. Le transfert de propriété appuyé par les élus des Yvelines a permis « d'ouvrir le site au public ». L'affaire est cédée depuis fin 2020 au groupe Paris Society, devenu en 2022 une filiale d'Accor. Il est dévenu un « hôtel de campagne » de luxe. Le 4 janvier 1994, l'abbaye des Vaux-de-Cernay a été classée au titre des monuments historiques et depuis 2014 les fonds d'archives de la Société archéologique de Rambouillet sont téléchargeables.